# JBuilder
JBuilder foi uma IDE para desenvolvimento de aplicações gráficas na tecnologia Java criada pela Borland e mais tarde continuada pela empresa CodeGear, que hoje pertence à Embarcadero Technologies. Esta IDE é utilizada para criar aplicações graficamente utilizáveis, a partir de JFrames. Ainda se encontra na sua versão 2008 RT, lançada em 2009, e ainda não existem expectativas para próximas versões de lançamento. A versão 2008 RT está dividida em três edições.

## Edições

### JBuilder 2008 Enterprise
JBuilder 2008 Enterprise fornece um IDE Java completo de classe corporativa com suporte ao desenvolvimento e colaboração de equipe baseado nas funcionalidades do TeamInsight™ e ProjectAssist™, suporte total a modelagem UML 2.0 e arquitetura de código e as recém introduzidas Application Factories, que fornecem produtividades e reutilização de código sem precedentes. O JBuilder 2008 Enterprise também inclui a nova capacidade Progress Tracker que capacita as equipes de desenvolvimento a monitorar e medir continuamente o impacto das mudanças de performance, permitindo a comparação de snapshots visuais de seu progresso; a nova capacidade de filtro de raiz de CPU, que permite que os desenvolvedores isolem e limitem o profiling; e a nova funcionalidade ProbeKit que permite a instrumentação dinâmica e estática de uma aplicação.

### JBuilder 2008 Professional
O JBuilder 2008 Professional inclui suporte ampliado para a plataforma Java EE 5 e desenvolvimento visual de Web services incluindo designers EJB, JPA e Web services, assim como suporte à distribuição para os principais servidores de aplicação Java, comerciais ou de código aberto. Além disso, o JBuilder 2008 Professional inclui ferramentas profiling de memória e de CPU, ferramentas de tuning de performance, capacidades sofisticadasde de design de Swing, funções básicas de modelagem UML and LiveSource® para Java com diagramação total mão dupla de código e código visual.

### JBuilder 2008 Turbo
O JBuilder 2008 Turbo está disponível como um pacote gratuito e completo do Eclipse que fornece as características e funções básicas para criar e distribuir aplicações Java para os principais servidores de aplicação, comerciais e de código aberto. O mais novo membro da renomeada família do JBuilder da CodeGear, o JBuilder 2008 Turbo pode ser facilmente aperfeiçoado com poderosas ferramentas de desenvolvimento como os plug-ins JGear para adicionar produtividade RAD gráfica, funções de profiling e depuração de performance e de colaboração de equipes.